# Moto Guzzi 1200 Sport

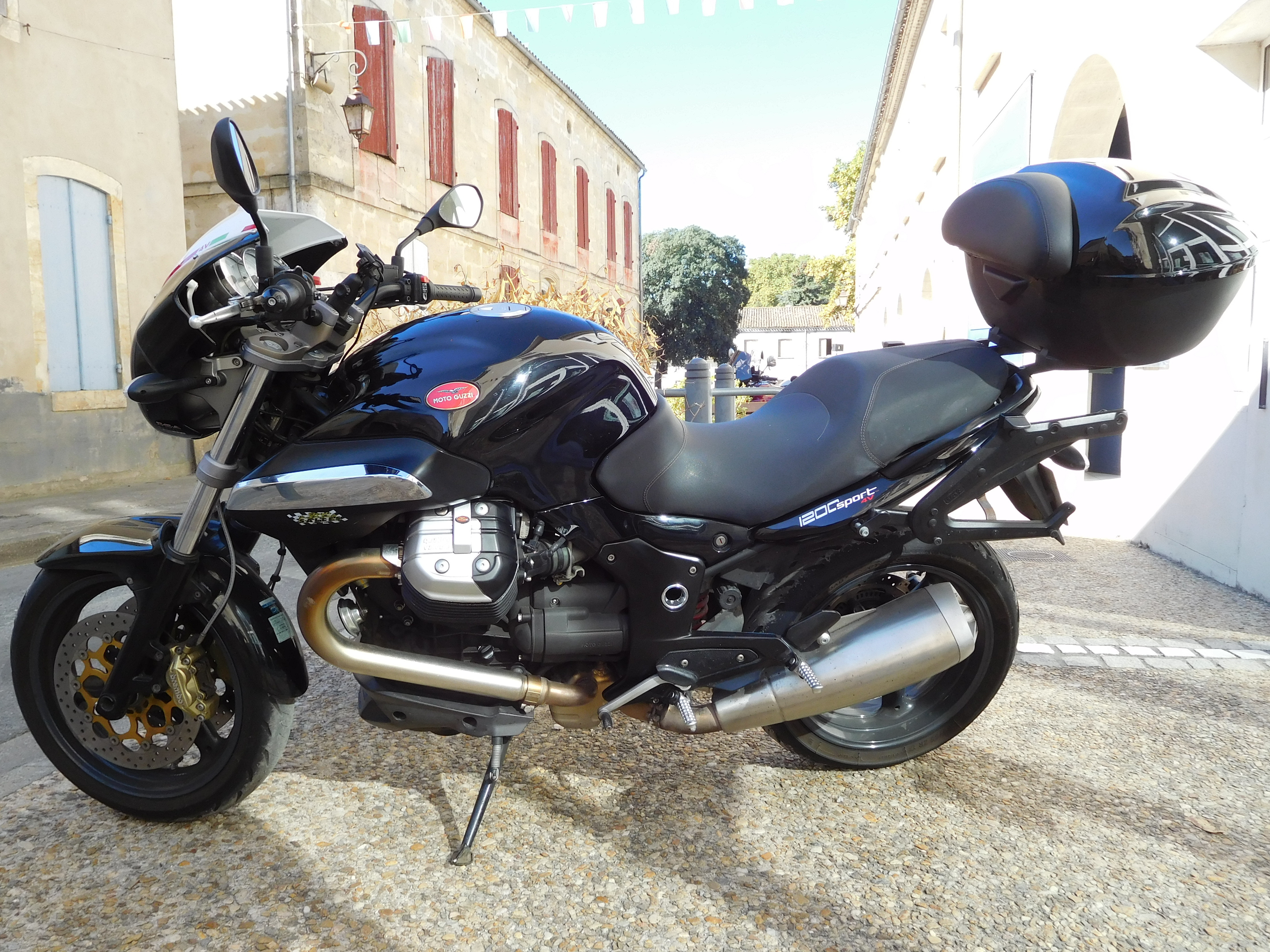
Moto Guzzi 1200 Sport 4V

La 1200 Sport è un modello di motocicletta sportiva prodotta dalla casa italiana Moto Guzzi dal 2006 al 2013.

## La moto
La moto è stata presentata nell'ottobre 2006, deriva dalla Breva ed è equipaggiata con il nuovo motore 1151 cm³ che già equipaggiava la Norge 1200 presentata nel maggio dello stesso anno. Nel 2009 il motore a 2 valvole è poi stato sostituito con la versione 4 valvole.
Si tratta di una Sport Tourer a tutti gli effetti, infatti tra gli accessori la Guzzi proponeva borse laterali, bauletto e borsa serbatoio. Per chi era più interessato alla pista venivano forniti due kit di potenziamento (Step 1 e Step 2). Lo Step 1 è formato dall'impianto di scarico completo in titanio del tipo 2 in 1 in 2 fornito dalla Lafranconi, centralina dedicata, tromboncini di aspirazione e da un carbon canister per la raccolta dei vapori d'olio. Lo Step 2 prevedeva la lucidatura dei condotti di aspirazione e di scarico e le teste ad alta compressione.

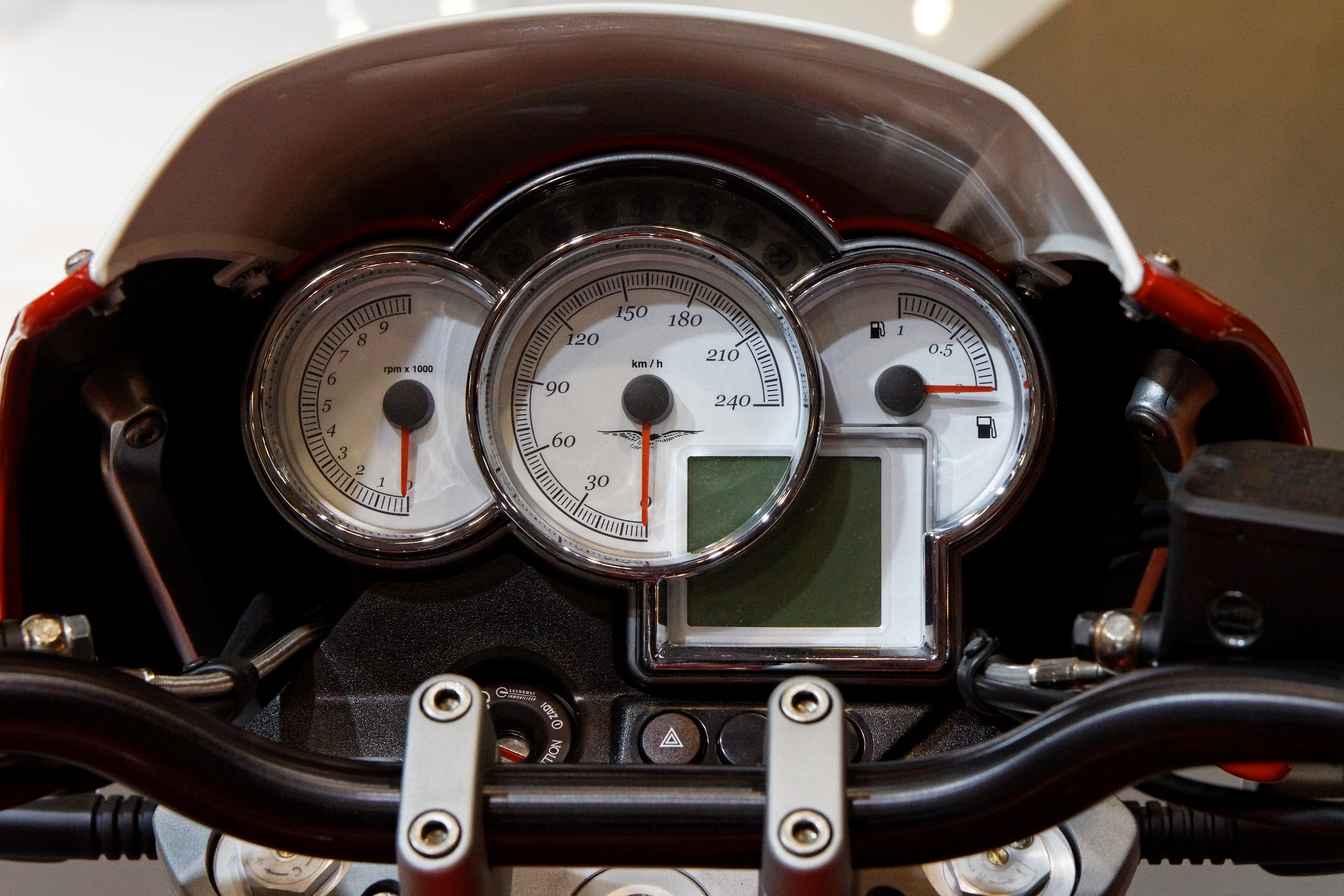
La strumentazione

La 1200 Sport, inoltre, si differenzia dalla Breva per le colorazioni (nero-bianco o rosso-bianco per la 2v, grigio e bianco o nero e bianco per la 4v e rosso-bianco oro per la 4v Sport Corsa), per il cupolino bicolore, per il coprisella monoposto rimovibile in tinta, e per la strumentazione che si presenta con sfondo bianco.
Anche l'impianto di scarico è diverso, il terminale è in finto carbonio per la 2v e in acciaio inox con forma triangolare per la 4v; inoltre il modello 2 valvole senza ABS veniva fornita di serie con i dischi anteriori tipo SK Wave (o margherita) della Braking. Il modello 2V veniva equipaggiato di serie con pneumatici Metzeler.
Sia la sospensione anteriore che posteriore sono regolabili sia in precarico che in idraulica. All'avantreno monta una forcella tradizionale Marzocchi con riporto superficiale Al-Tin sugli steli. La velocità dichiarata è di oltre 220 km/h. Il peso è di circa 230 kg a secco.
Il motore 2v presenta una potenza di oltre 95 CV (70 kW) a 7800 giri/min e 100 Nm a 6000 giri/min, il motore 4v invece dichiara una potenza di circa 105 CV a 7000 giri/min e una coppia di 105 Nm a 6750 giri/min.

## Le versioni
- 1200 Sport (1151 cc) 2006 - 2008
- 1200 Sport 4V (1151 cc) 2008 - 2013
- 1200 Sport Corsa (1151 cc) 2011 - 2013